# Carl Wilson
Carl Dean Wilson (21. prosince 1946 Hawthorne, Kalifornie, USA – 6. února 1998 Los Angeles, Kalifornie, USA) byl americký zpěvák a kytarista. V roce 1961 byl zakládajícím členem skupiny The Beach Boys, kterou založil spolu se svými bratry Brianem a Dennisem. Původní sestavu doplnil jejich bratranec Mike Love a Al Jardine. Se skupinou byl v roce 1988 uveden do Rock and Roll Hall of Fame. Zemřel ve věku 51 let na rakovinu plic v roce 1998.

## Sólová diskografie
- Carl Wilson (1981)
- Youngblood (1983)